# I. liga 1973-1974
L'edizione 1973/74 del campionato cecoslovacco di calcio vide la vittoria finale dello Slovan CHZJD Bratislava.
Capocannonieri del torneo furono Přemysl Bičovský del Sklo Union Teplice e Ladislav Józsa del Lokomotíva Košice con 17 reti.

## Classifica finale
|    | Classifica                        | G  | V  | N  | P  | GF | GS | DR  | Pti |
| -- | --------------------------------- | -- | -- | -- | -- | -- | -- | --- | --- |
| 1  | Slovan CHZJD Bratislava           | 30 | 15 | 7  | 8  | 58 | 39 | +19 | 37  |
| 2  | Dukla Praga                       | 30 | 14 | 7  | 9  | 42 | 34 | +8  | 35  |
| 3  | Slavia Praga                      | 30 | 16 | 2  | 12 | 47 | 38 | +9  | 34  |
| 4  | Baník Ostrava OKD                 | 30 | 14 | 6  | 10 | 40 | 42 | -2  | 34  |
| 5  | ZVL Žilina                        | 30 | 14 | 2  | 14 | 39 | 42 | -3  | 30  |
| 6  | Sklo Union Teplice                | 30 | 11 | 7  | 12 | 42 | 39 | +3  | 29  |
| 7  | Spartak TAZ Trnava                | 30 | 8  | 13 | 9  | 32 | 31 | +1  | 29  |
| 8  | Sparta ČKD Praga                  | 30 | 11 | 7  | 12 | 37 | 39 | -2  | 29  |
| 9  | VSS Košice                        | 30 | 11 | 7  | 12 | 41 | 45 | -4  | 29  |
| 10 | Zbrojovka Brno                    | 30 | 12 | 5  | 13 | 33 | 37 | -4  | 29  |
| 11 | Nitra                             | 30 | 10 | 9  | 11 | 38 | 50 | -12 | 29  |
| 12 | Bohemians ČKD Praga               | 30 | 10 | 8  | 12 | 43 | 42 | +1  | 28  |
| 13 | Internacionál Slovnaft Bratislava | 30 | 11 | 6  | 13 | 45 | 46 | -1  | 28  |
| 14 | Škoda Plzeň                       | 30 | 10 | 8  | 12 | 38 | 46 | -8  | 28  |
| 15 | Lokomotíva Košice                 | 30 | 10 | 7  | 13 | 50 | 47 | +3  | 27  |
| 16 | Tatran Prešov                     | 30 | 8  | 9  | 13 | 35 | 43 | -8  | 25  |

## Verdetti
- Slovan Bratislava Campione di Cecoslovacchia 1973/74.
- Slovan Bratislava ammessa alla Coppa dei Campioni 1974-1975.
- Dukla Praga e Baník Ostrava ammesse alla Coppa UEFA 1974-1975.
- Lokomotíva Košice e Tatran Presov retrocesse.